# Certosa di Pisa

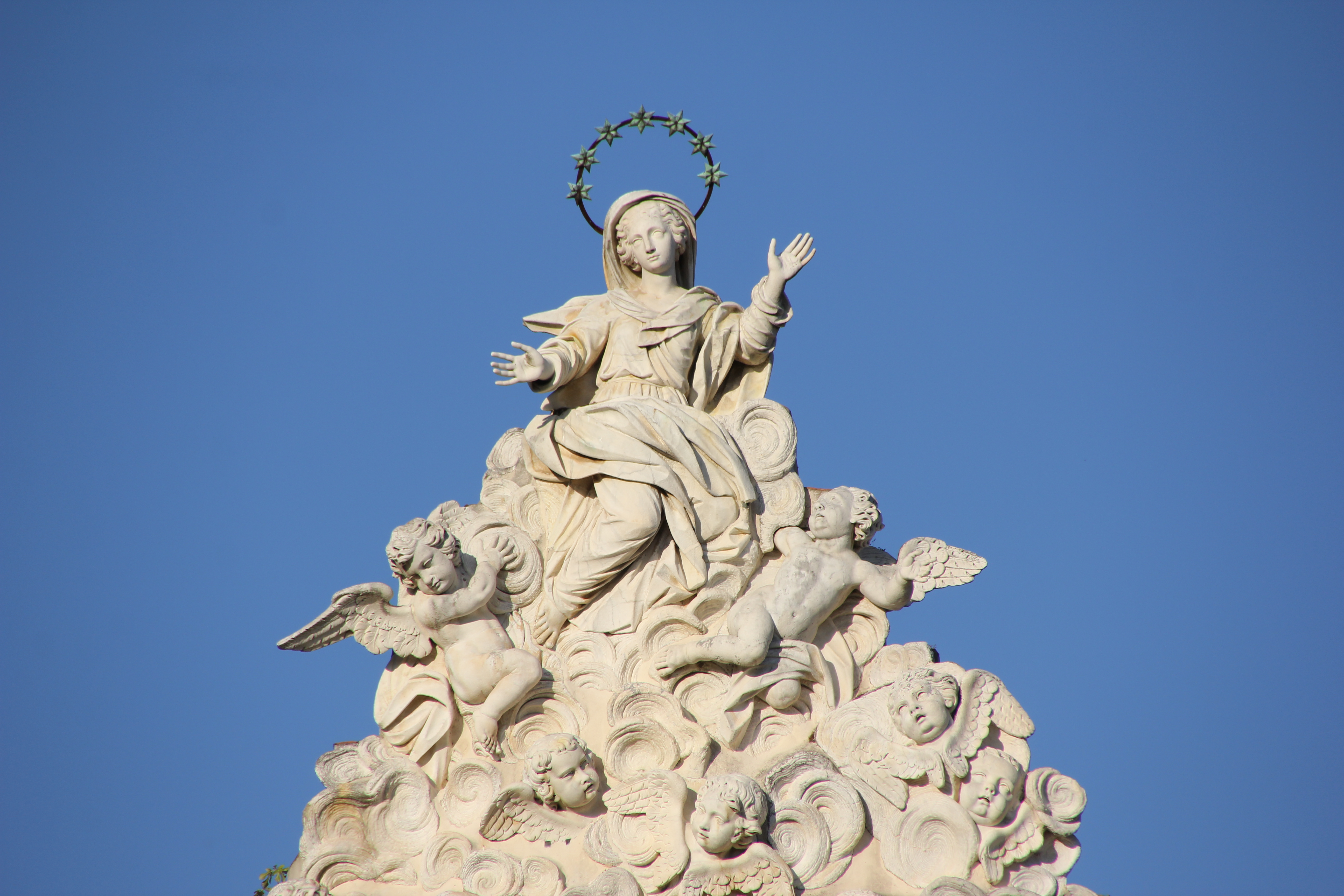

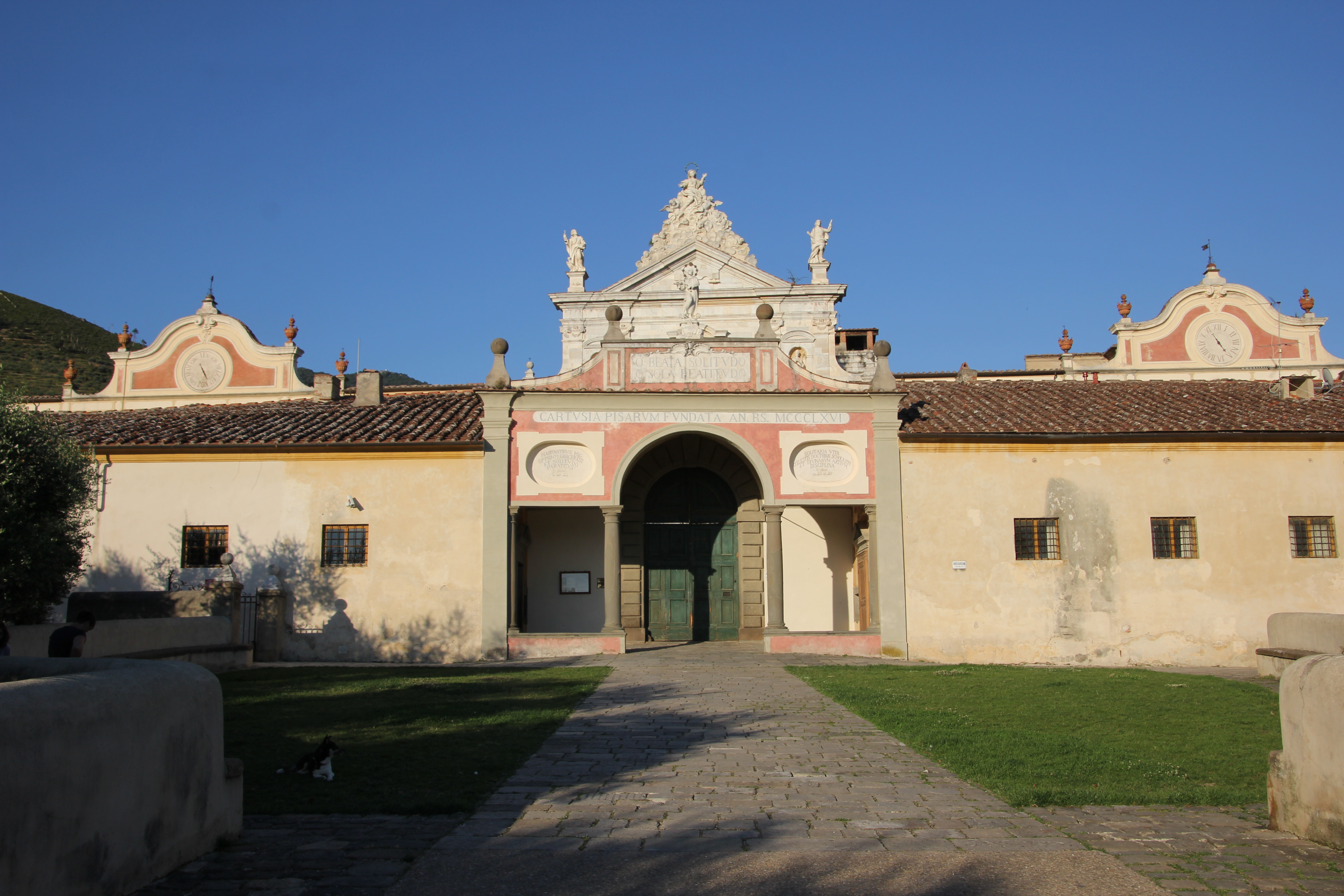

La Certosa della Val Graziosa di Calci, comunemente nota come Certosa di Pisa o anche Certosa di Calci, si trova in provincia di Pisa, nel comune di Calci, in una zona pianeggiante alle pendici dei monti pisani chiamata "Val Graziosa". Ex monastero certosino, ospita attualmente il Museo di storia naturale dell'Università di Pisa.
La Certosa dista circa 10 km dalla città di Pisa e un tempo rientrava nel comune della città. L'aspetto attuale ha forme barocche ed è composta da un grande cortile interno subito dopo l'ingresso, dedicato alla vita comune e punto di incontro con il mondo esterno, mentre oltre gli edifici che circondano il cortile sono disposte le celle, gli orti e gli ambienti più riservati e tranquilli, adatti alla regola di vita certosina. Dal 1869 è monumento nazionale italiano.
Dal dicembre 2014 il Ministero per i beni e le attività culturali ne gestisce il patrimonio storico-artistico tramite il Polo museale della Toscana, nel dicembre 2019 divenuto Direzione regionale Musei.

## Storia

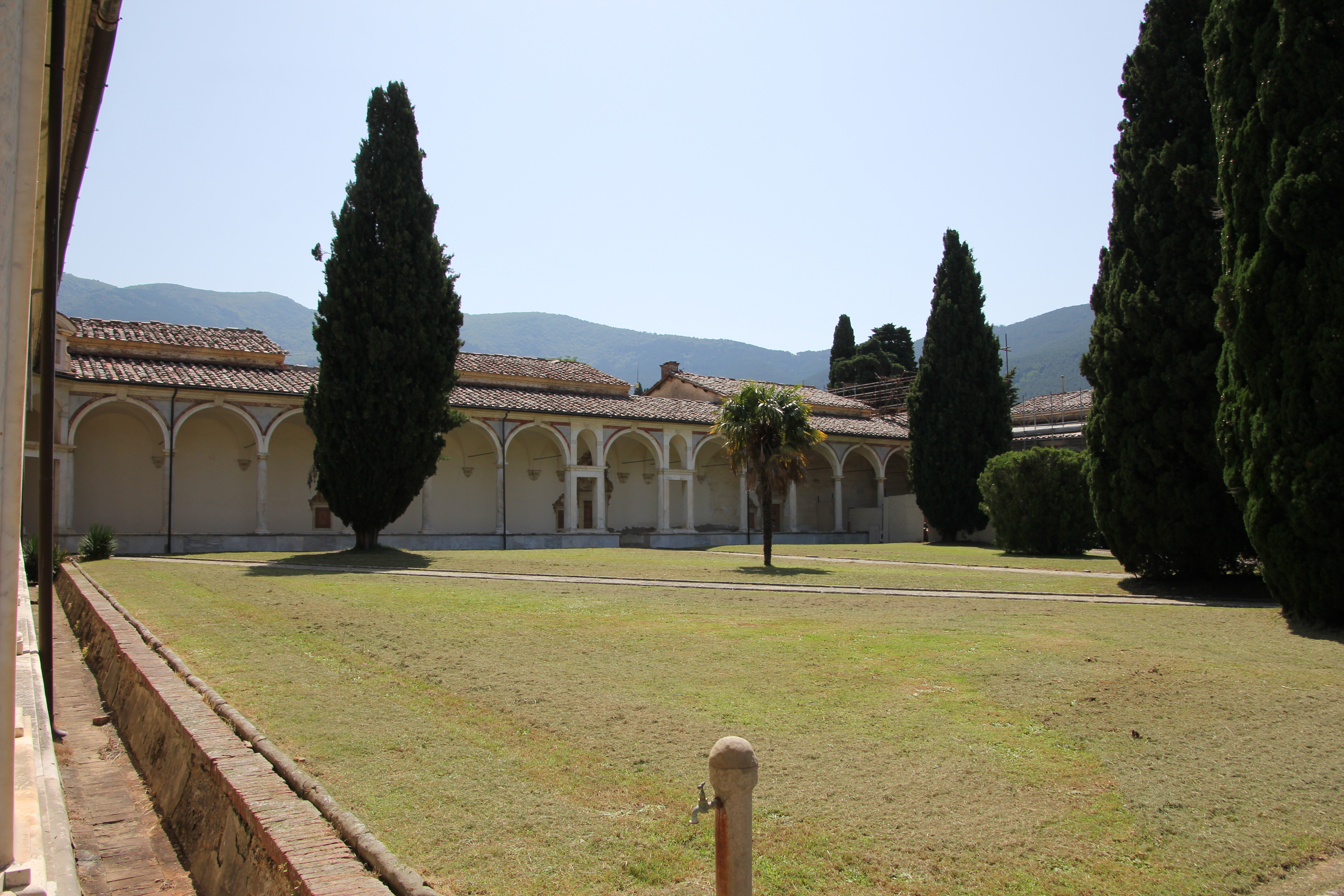

Fu per decisione dell'arcivescovo di Pisa Francesco Moricotti che il 30 maggio del 1366 venne fondata la Certosa, nella Val Graziosa di Calci.
Il convento assunse in seguito un'importanza anche politica, in particolare dopo l'annessione dell'antico monastero benedettino dell'isola di Gorgona, avvenuta nel 1425. Nella seconda metà del XV secolo, artisti fiorentini si stabilirono a Pisa per assolvere a lavori dell'Opera del Duomo. Ma è soprattutto tra Seicento e Settecento che vengono compiuti i lavori più importanti.

## Descrizione

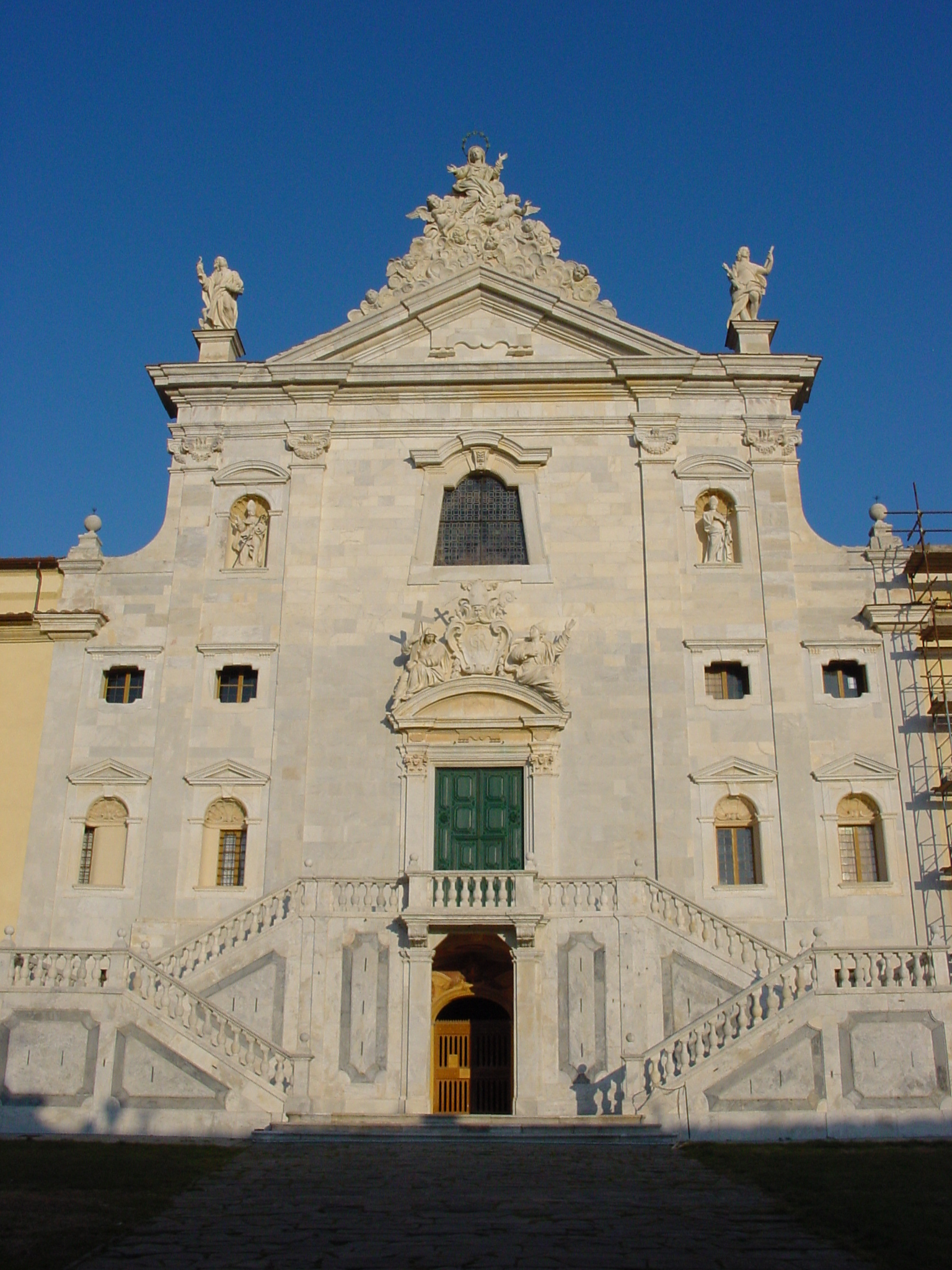
Facciata della Chiesa della Certosa

Si accede al complesso attraverso un vestibolo seicentesco, coronato dalla statua di San Bruno, il fondatore dell'Ordine dei Certosini; a destra si apre la cappella di Sebastiano, in origine riservata alle donne, e a sinistra la foresteria delle donne, attuale biglietteria.

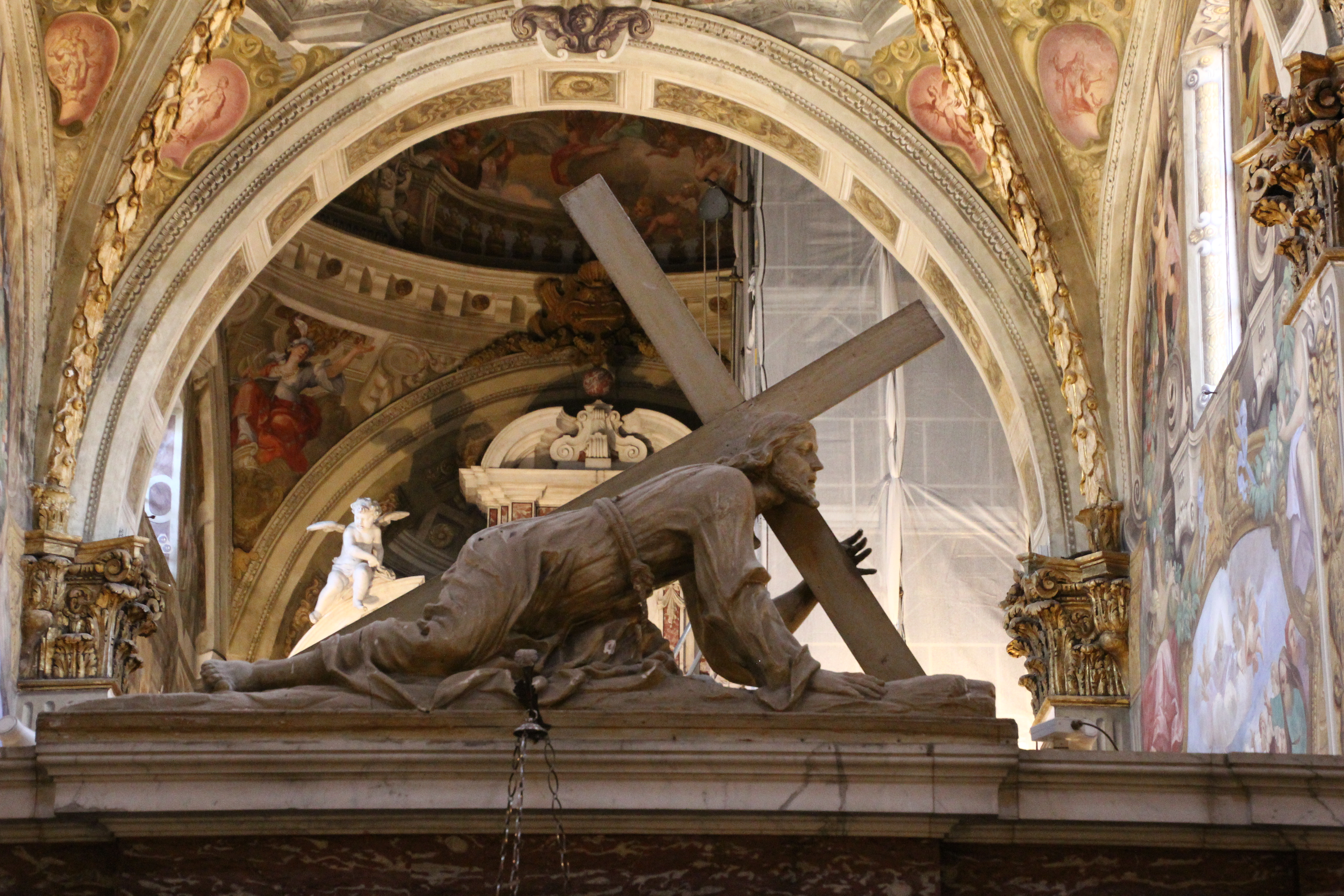

L'ampia corte d'onore longitudinale introduce al santuario. Di fronte all'ingresso è il prospetto barocco della chiesa, impostata su un podio con scalinata a doppia rampa, opera dell'architetto Nicola Stassi: da notare, sulla sommità, la statua della Vergine in gloria.
L'interno, risalente al XVII secolo, è costituito da un'unica aula, lungo le cui pareti sono addossati gli stalli lignei destinati ai monaci; una parete intarsiata a marmi policromi separa la zona destinata ai conversi. Sullo scorcio del Seicento inizia la decorazione pittorica parietale con le Storie del Vecchio Testamento, dei bolognesi Antonio e Giuseppe Rolli; gli affreschi della cupola sono del lucchese Stefano Cassiani, autore anche delle pitture ai lati, dietro l'altare e tra le finestre.
L'altare maggiore fu realizzato su disegno di Giovan Francesco Bergamini e terminato nel 1686 dal figlio Alessandro; vi si trova una tela di Baldassarre Franceschini detto il Volterrano, con San Bruno che offre la Certosa di Pisa alla Madonna, del 1681.
Dalla chiesa si accede alla sagrestia circondata da grandi armadi a muro, alla cappella delle Reliquie e alle varie cappelle, in cui ogni monaco celebrava la messa privata quotidiana; nella cappella di San Ranieri si conserva il dipinto settecentesco del pisano Giovan Battista Tempesti, con San Ranieri, patrono di Pisa; nella cappella di San Bruno troviamo una tela raffigurante il santo, di Jacopo Vignali; la cappella della Vergine del Rosario fu invece affrescata da Giuseppe Maria Terreni alla fine del Settecento.

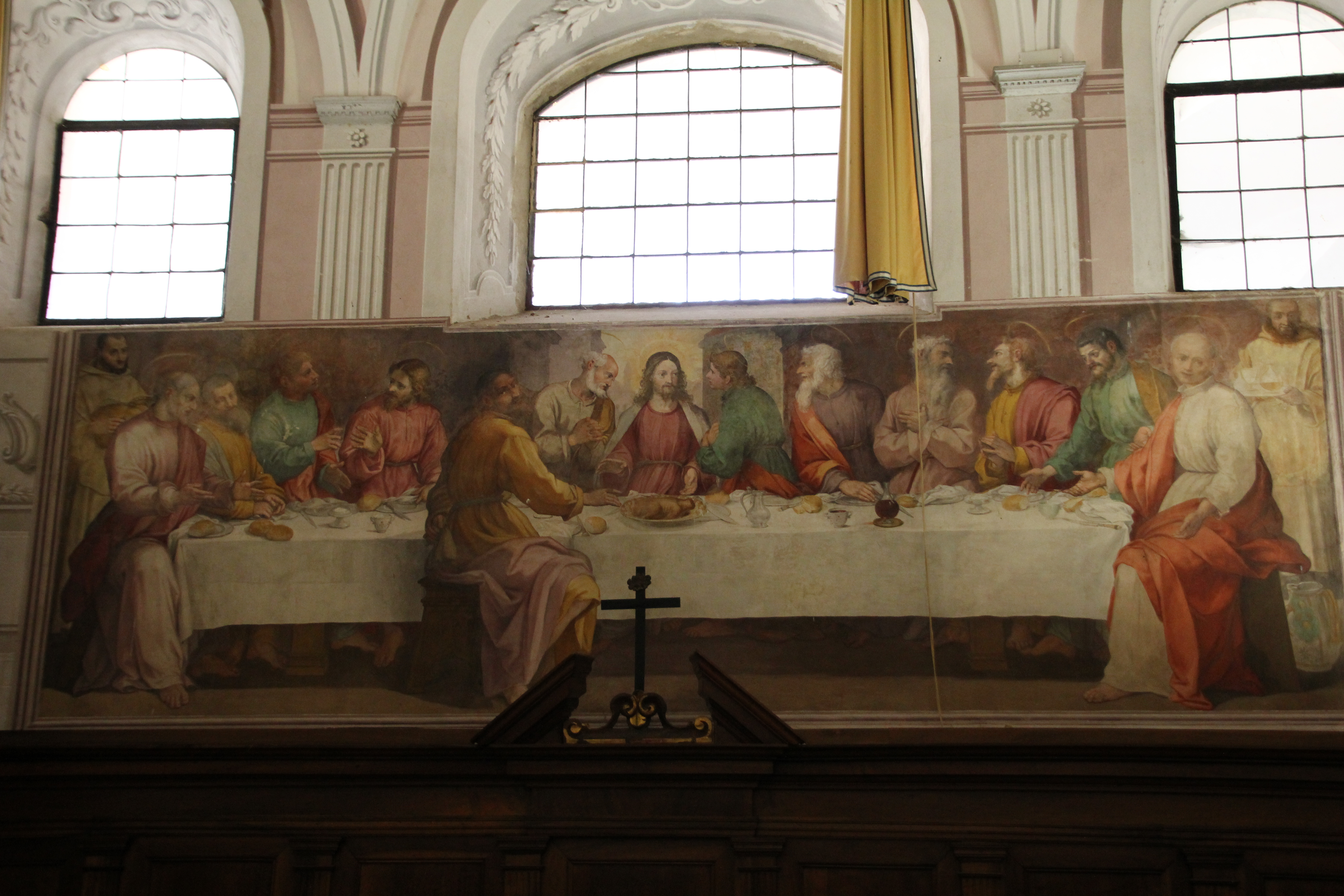
Ultima cena

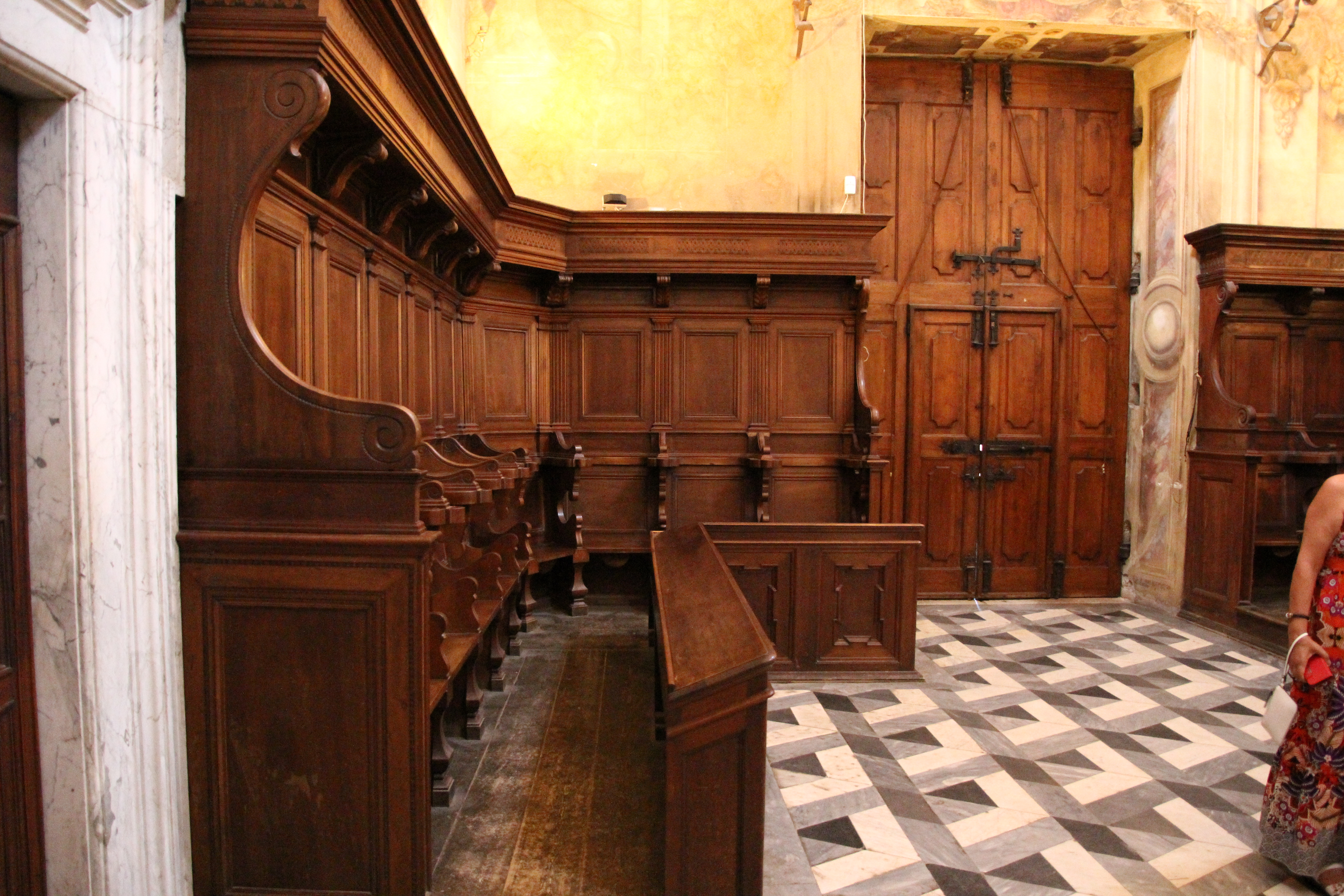

Tra gli ambienti più interessanti del monastero, la Foresteria Granducale, così detta perché riservata ai sovrani di Toscana, con pregevoli stucchi del Somazzi e affreschi a figure allegoriche di Pietro Giarrè. Il refettorio attuale è il risultato della trasformazione del primitivo ambiente trecentesco: tra le testimonianze più antiche, l'affresco con l'Ultima Cena, di Bernardino Poccetti (1597), mentre il resto delle decorazioni parietali, compiute nel 1773, si deve a Pietro Giarrè. Sul seicentesco chiostro grande, con al centro la monumentale fontana ottagona, si aprono le celle dei monaci, ciascuna concepita come unità abitativa composta da più stanze.
Tra i numerosi ambienti del monastero ricordiamo la foresteria è stata allestita la Quadreria del convento, che ospita numerosi e pregevoli dipinti, tra cui la collezione della famiglia Borghini di Calci.
L'ala ovest della Certosa ospita il Museo di storia naturale e del territorio dell'Università di Pisa.

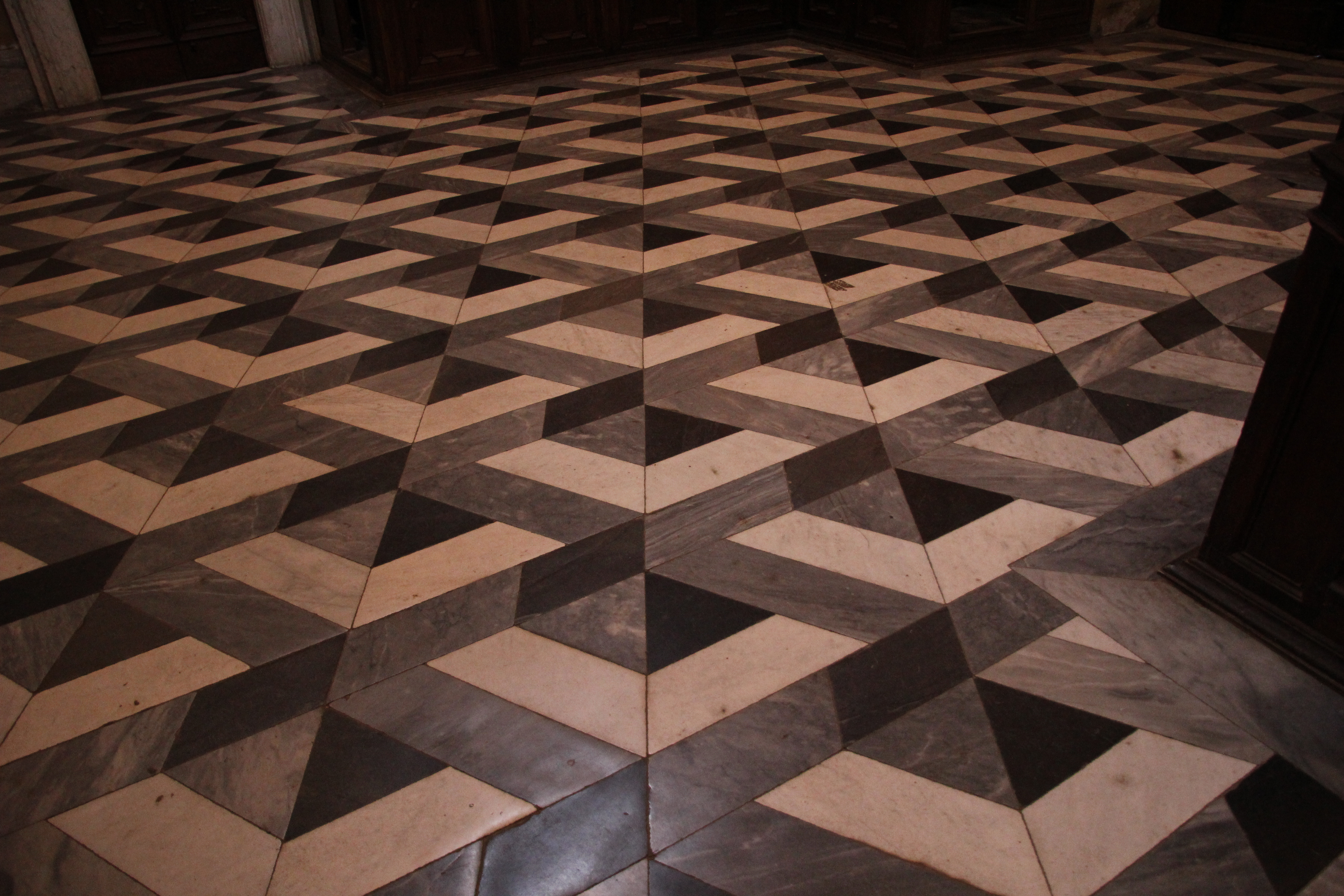
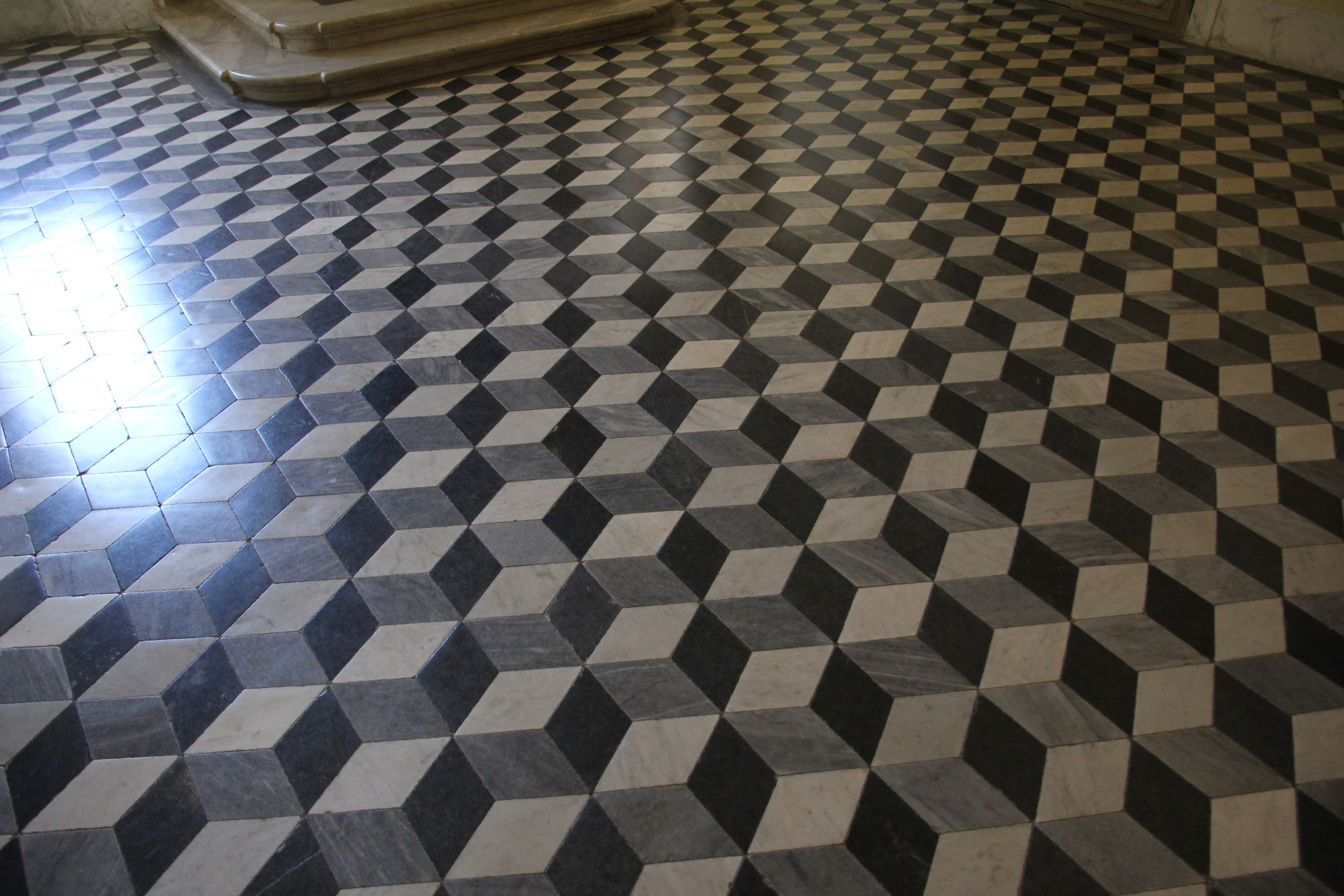
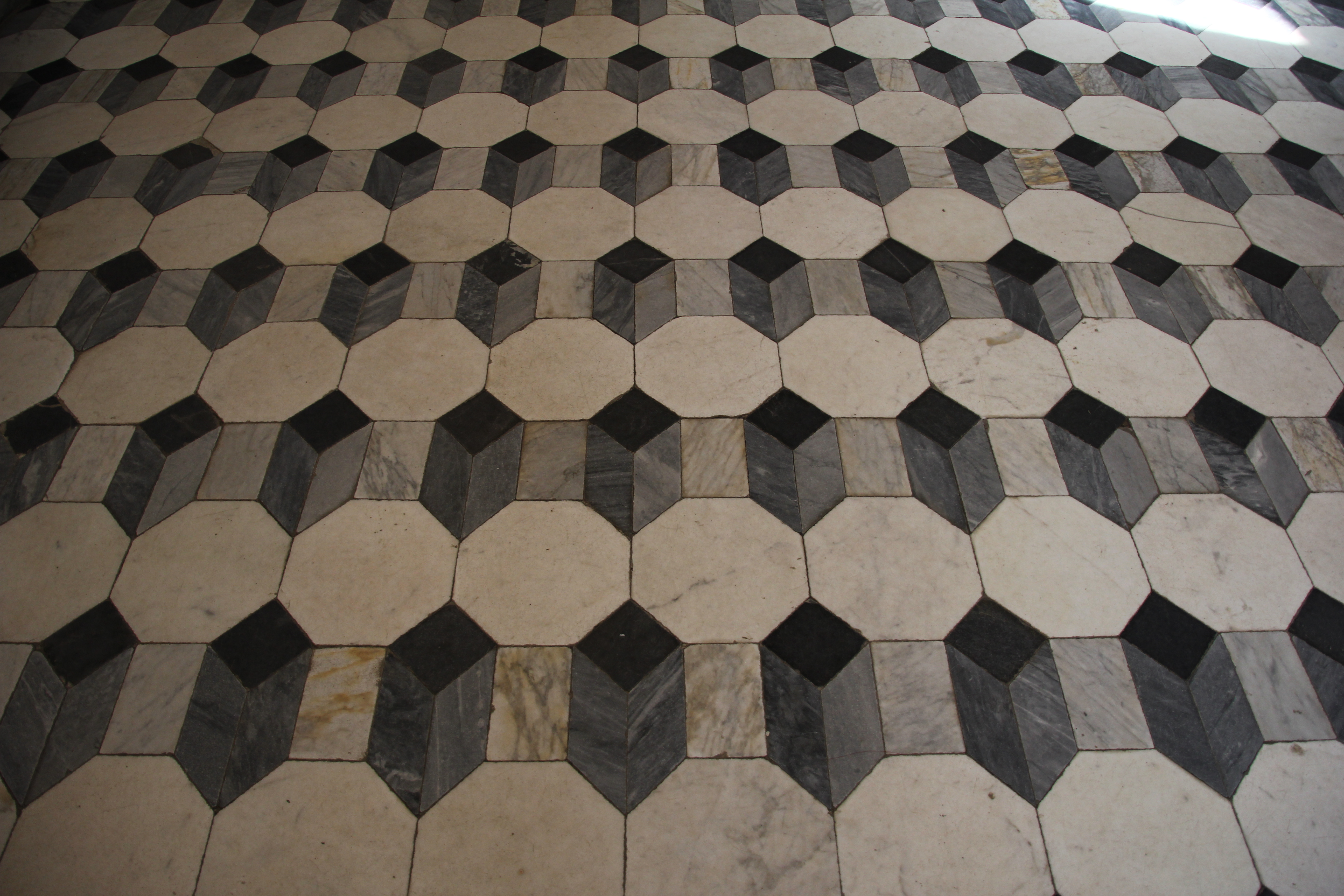
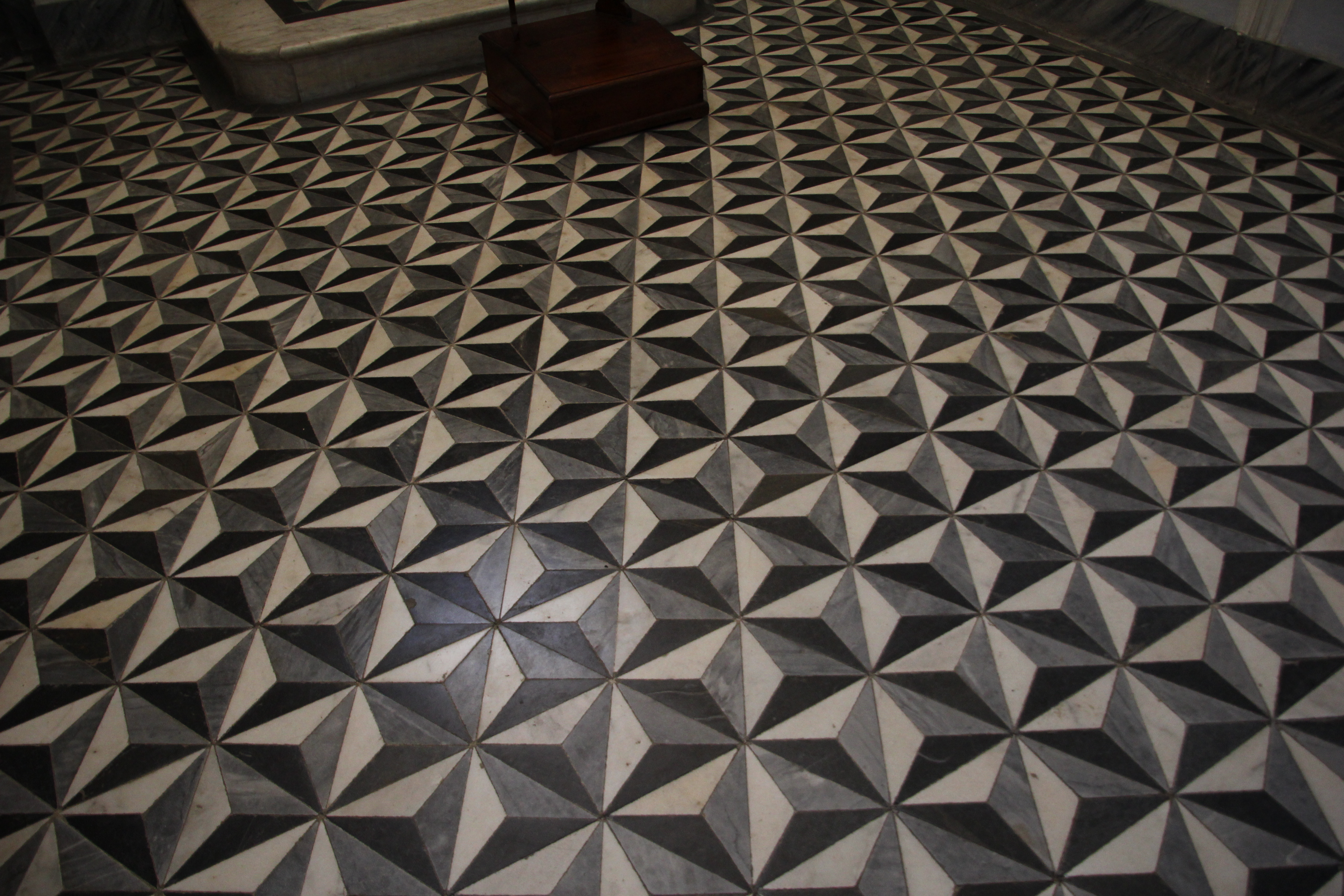
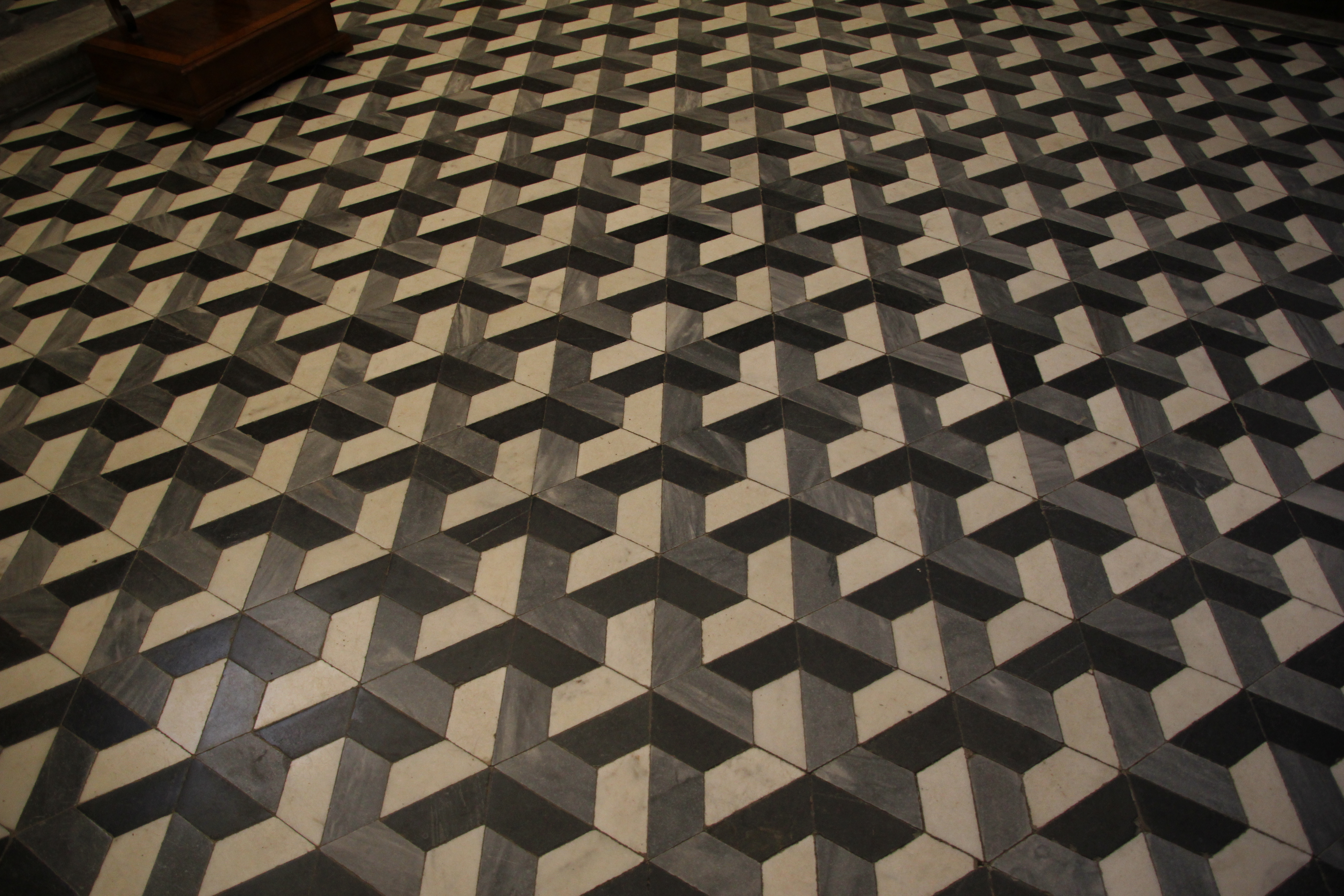

- Tarsie marmoree pavimentali

## Museo di storia naturale
All'interno della certosa è ospitato il Museo di storia naturale dell'Università di Pisa, che comprende collezioni paleontologiche, mineralogiche e zoologiche.
Il museo venne trasferito dalla sua sede cittadina precedente nel 1981. Storicamente la collezione di reperti naturali nacque, infatti, a Pisa nel 1500 come raccolta di curiosità allegata al Giardino dei semplici, divenendo poi con il passare degli anni un'esposizione indipendente di proprietà dell'Università di Pisa.
Tra le varie curiosità troviamo falsi referti, a cui furono attribuite in passato origini mitologiche, e manufatti di interesse scientifico, come la "mano di corallo che fa la castagna". Col passare degli anni la collezione si è andata arricchendo di molti elementi catalogati con maggior rigore scientifico, fino ad includere scheletri, animali imbalsamati di grande taglia e scenari naturalistici ricostruiti.
Il museo ospita una delle gallerie di cetacei più grandi d'Europa, con scheletri di balena integrali, collocata in un suggestivo attico dell'ex monastero da cui si ha una visuale sul territorio circostante.
Il Museo è inoltre sede del più grande acquario d'acqua dolce d'Italia.

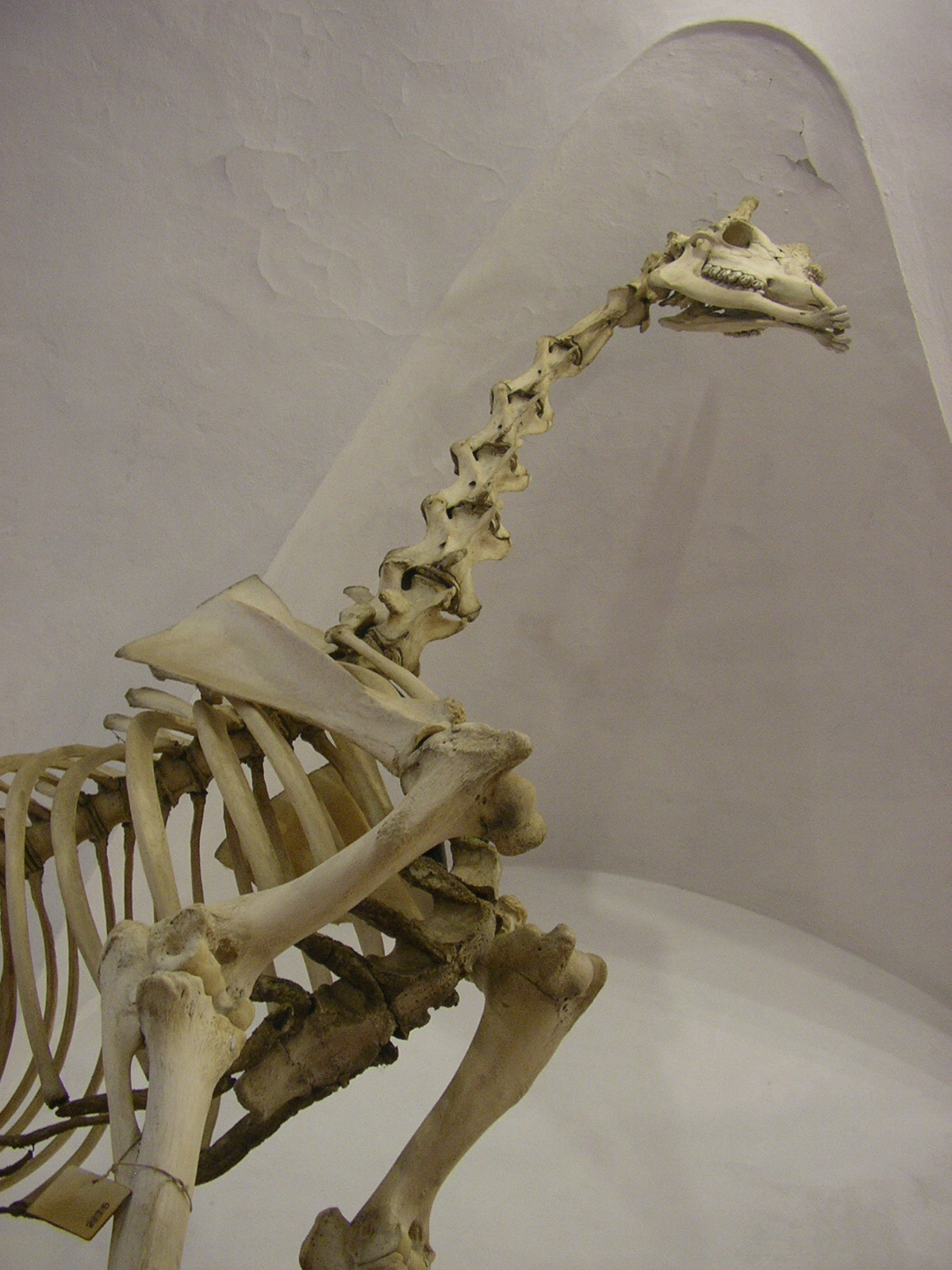
Uno scheletro di giraffa contenuto nel museo
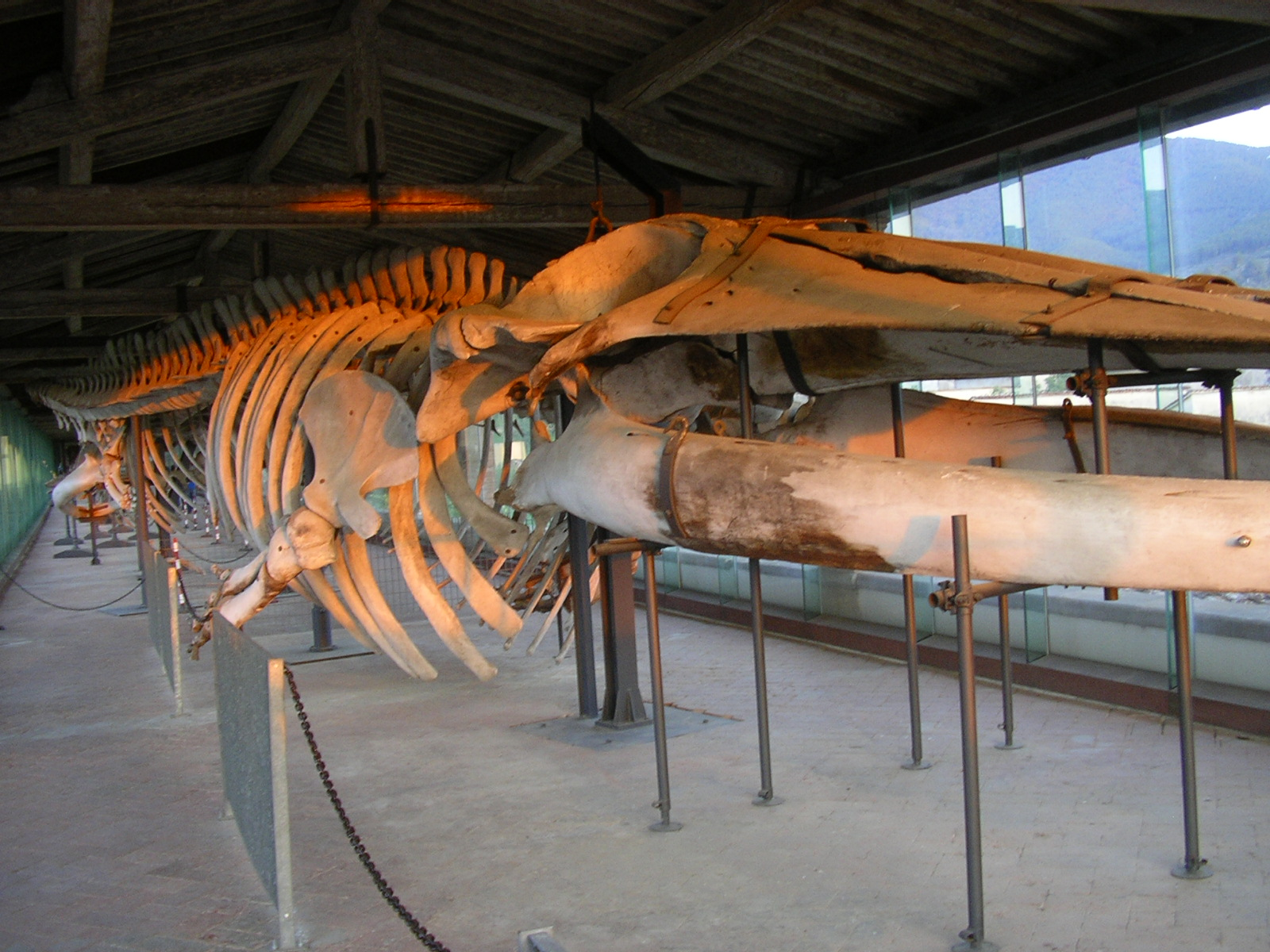
Lo scheletro di una balena nella galleria dei cetacei del museo
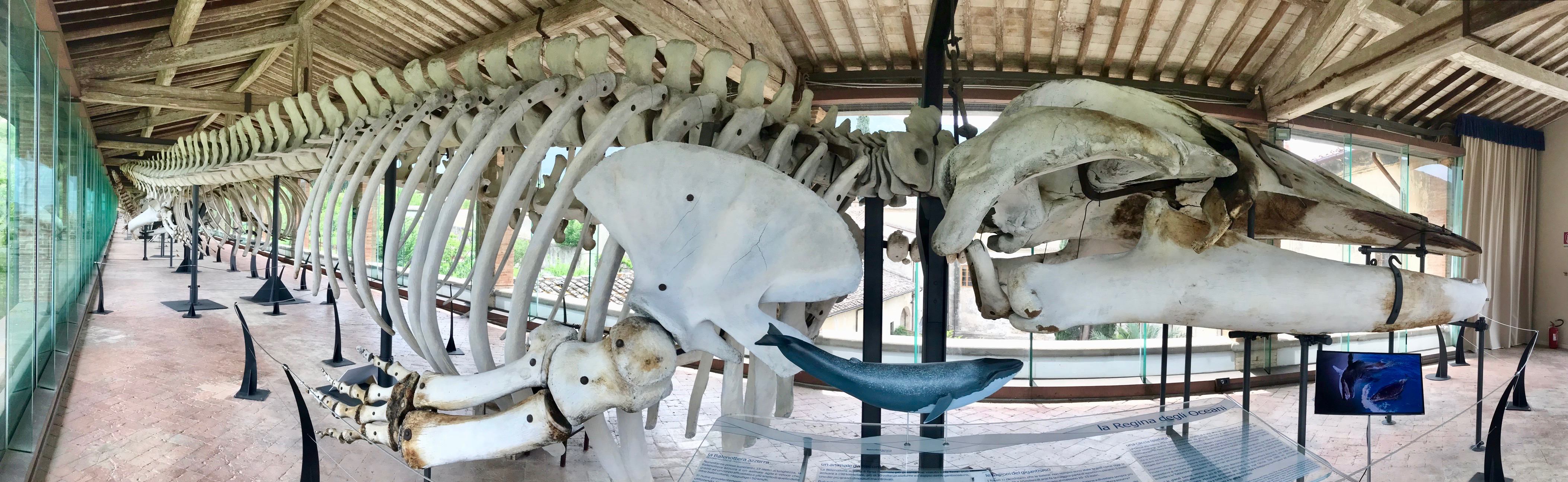
Un'altra immagine dello scheletro di una balena nella galleria dei cetacei del museo
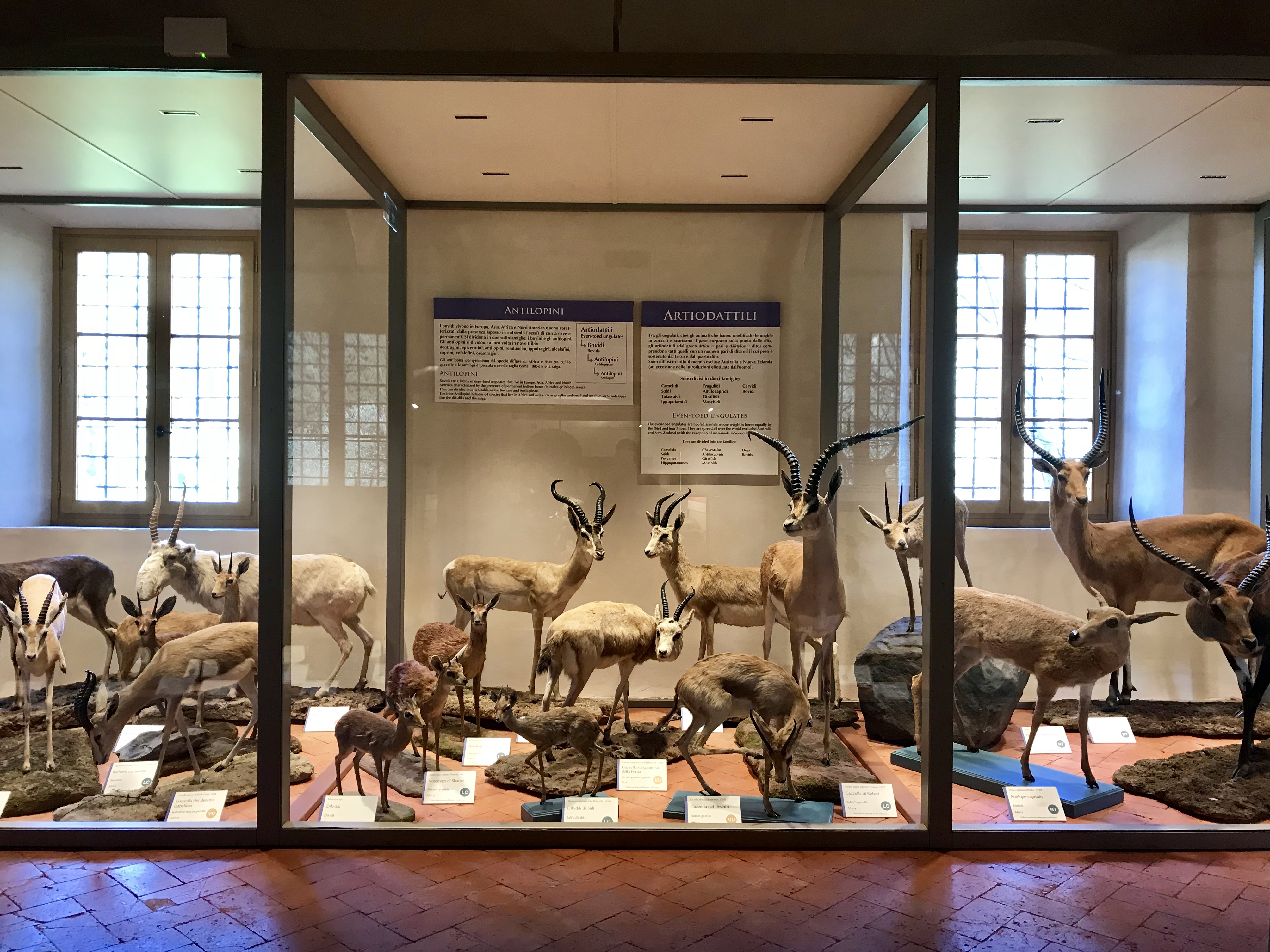
Parte della nuova galleria dei mammiferi
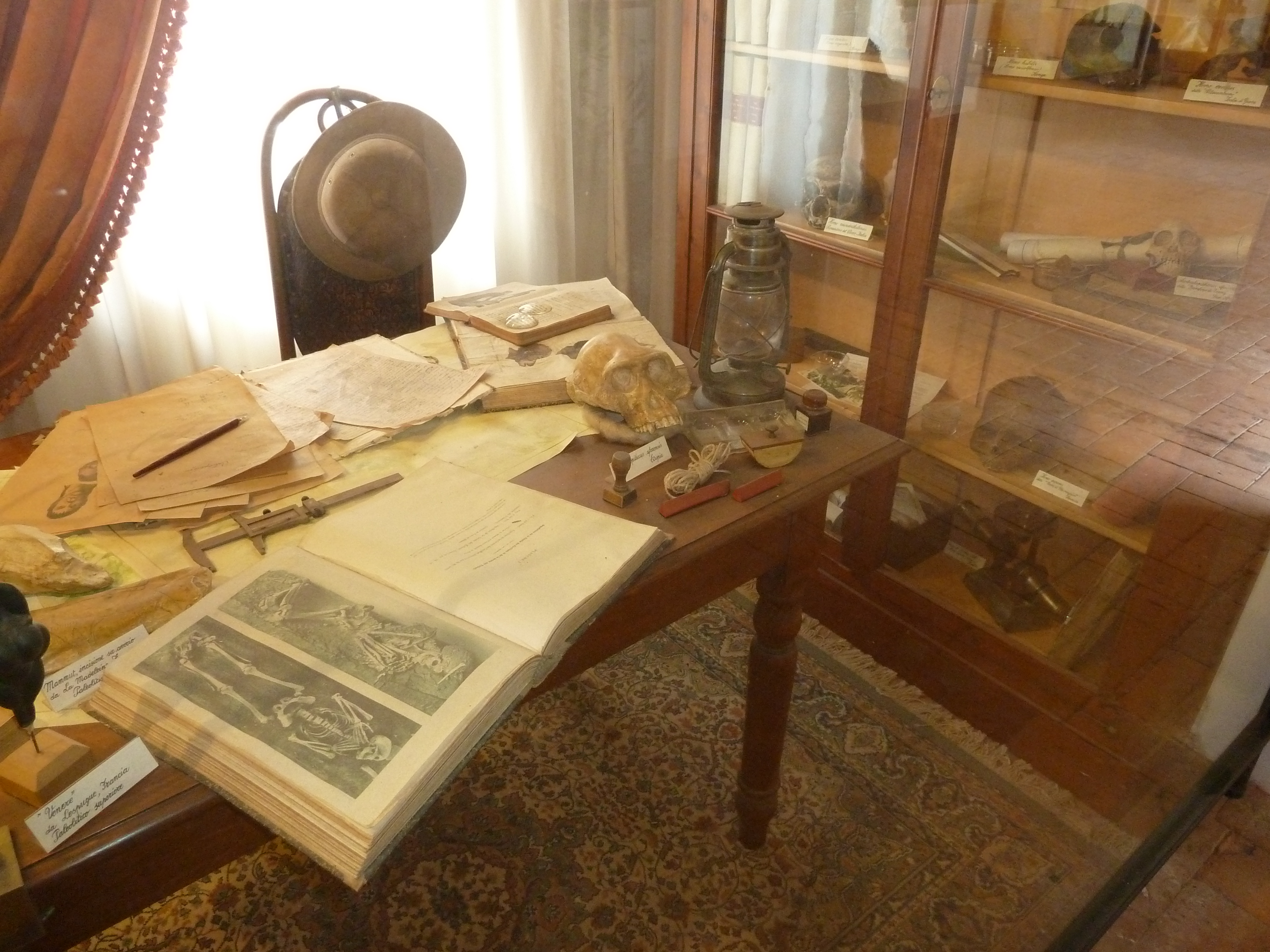
Paleoantropologia XIX Secolo
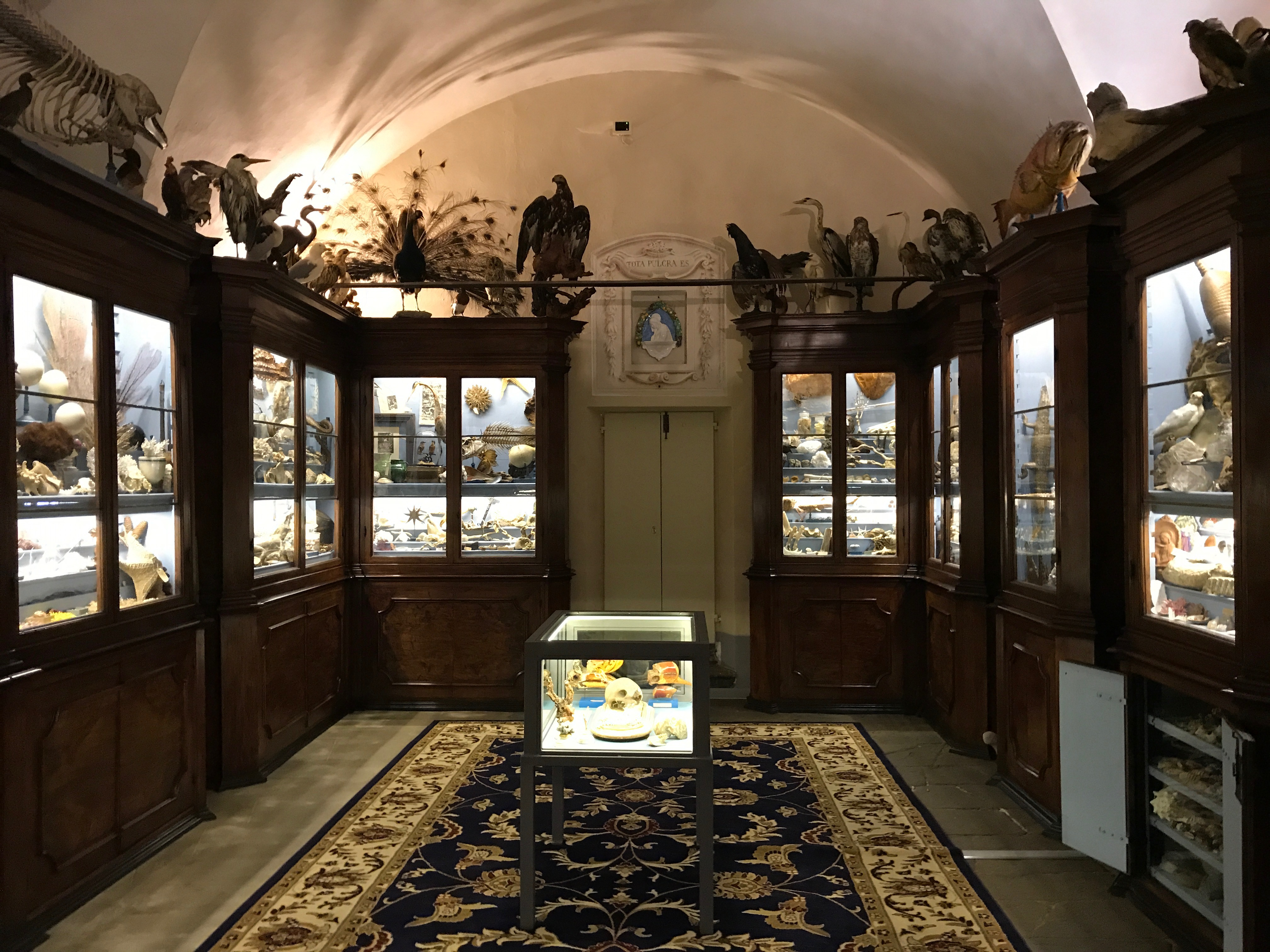
"Camera delle meraviglie"
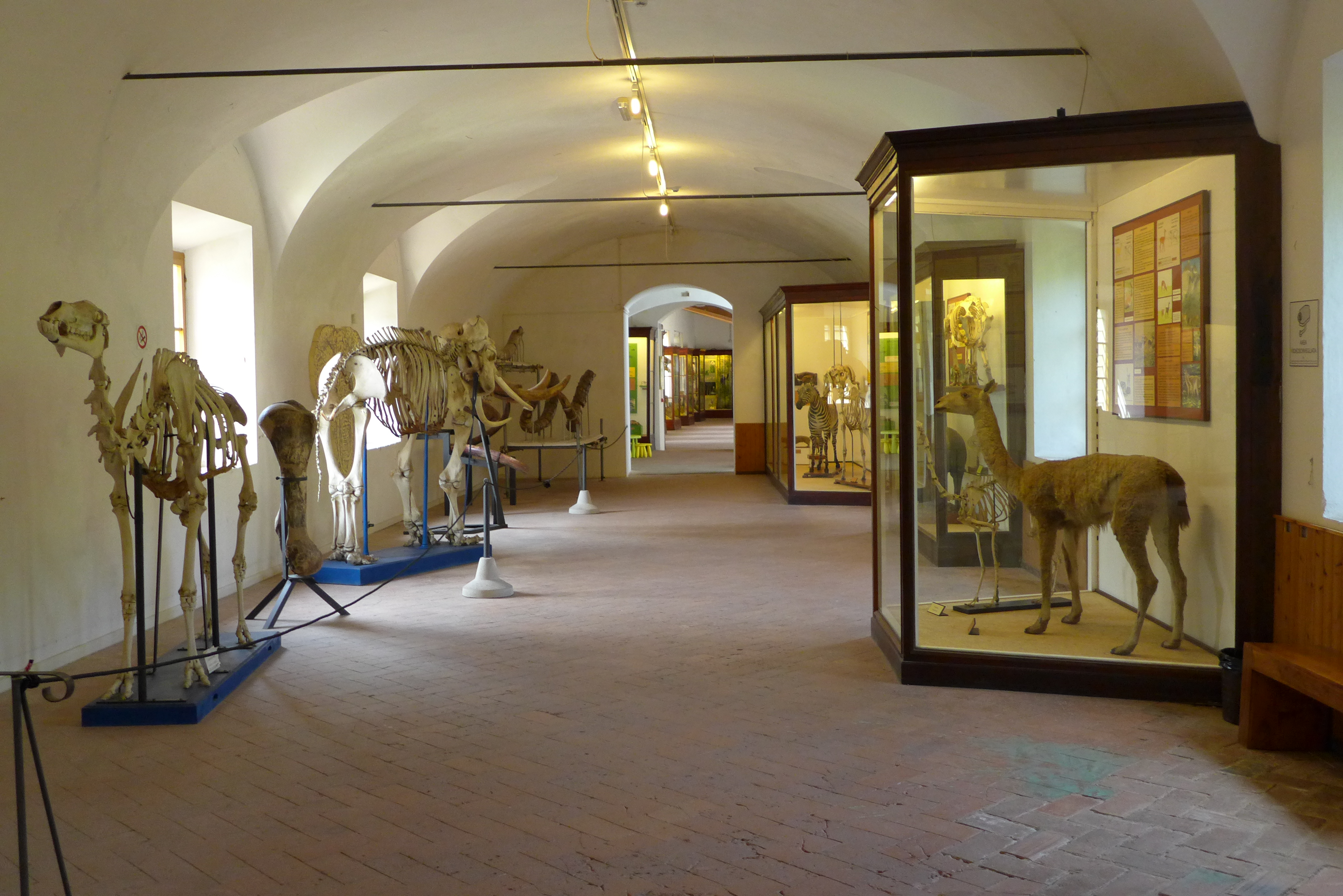
Veduta interna
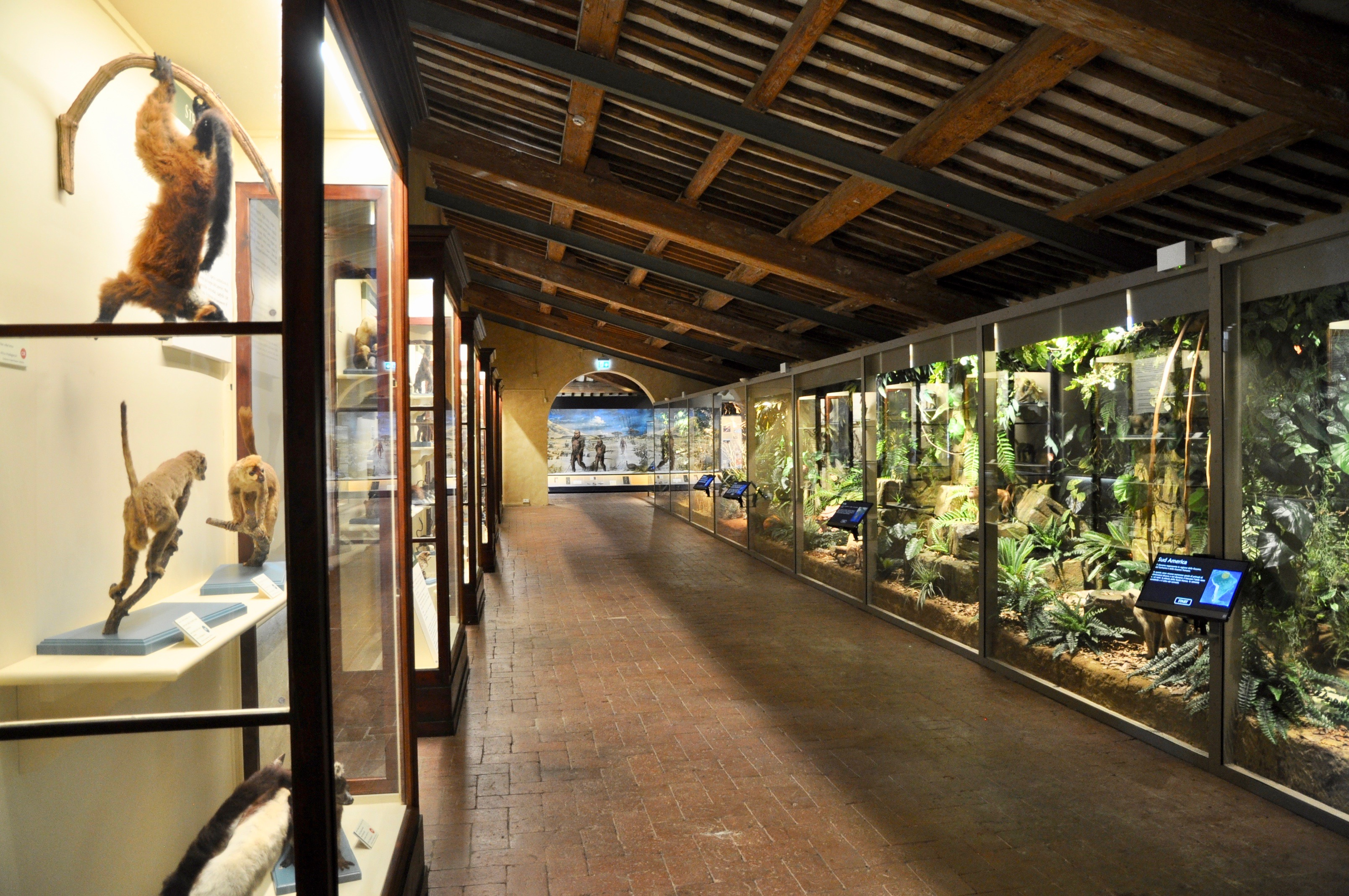
La Galleria dei Primati

## Posseduto musicale

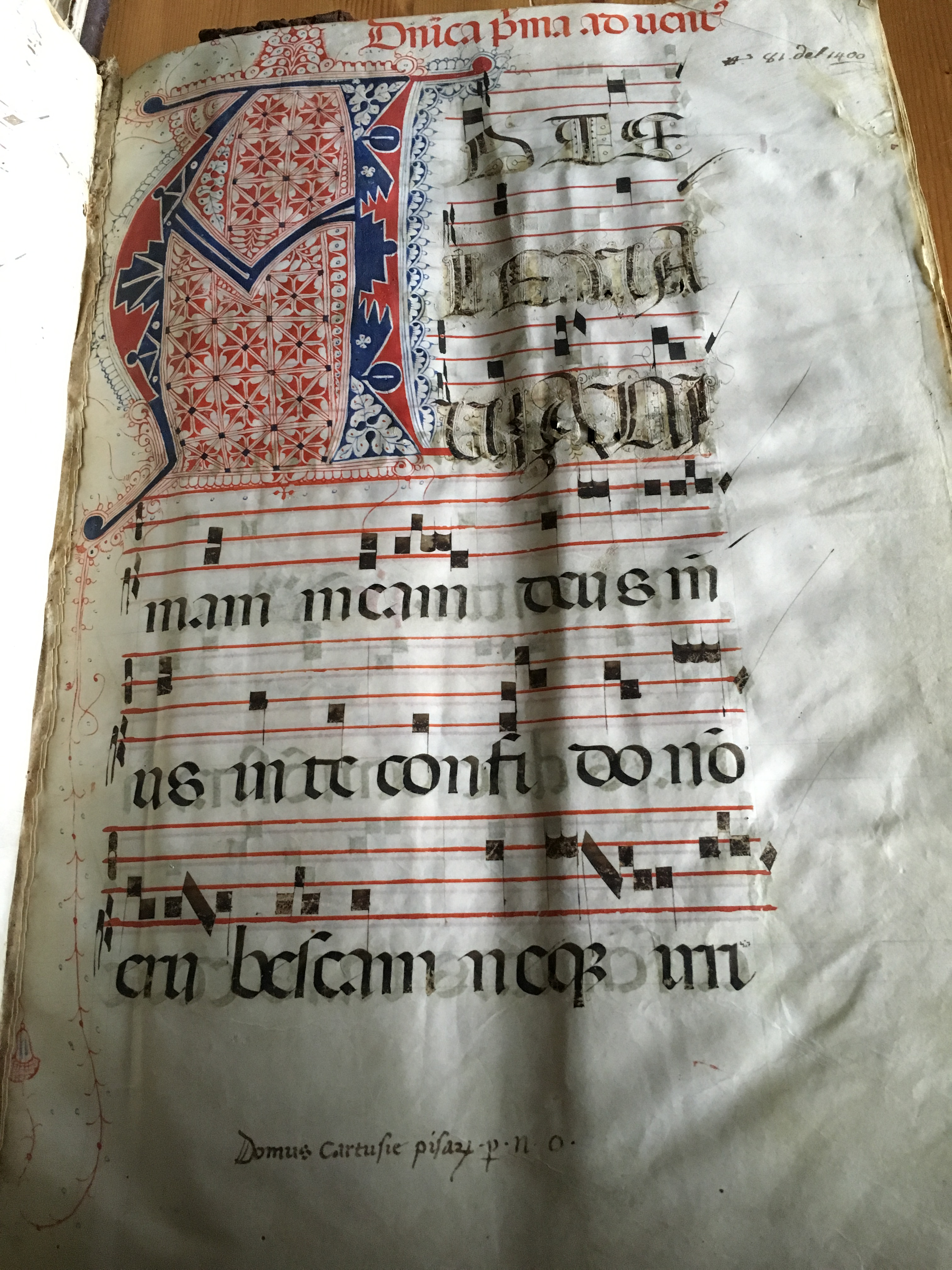
Libro liturgico con notazione musicale quadrata conservato alla Certosa di Calci

Alla certosa sono anche conservati cinque libri liturgici con notazione musicale. Il più antico è pergamenaceo e proviene dall'Isola di Gorgona, databile al XV secolo. Due sono libri stampati nel Seicento e altri due, ugualmente stampati, risalgono al Sette-Ottocento. Quasi tutti presentano notazione quadrata.

## Opere già nella certosa
- Bibbia di Calci, oggi nel Museo di San Matteo a Pisa
- Natività di Maria Vergine (olio su tela di Giuseppe Bottani): è l'unica testimonianza della Compagnia di Maria Vergine della Venezia Nuova sopravvissuta fino ai nostri giorni dopo la soppressione nel 1785 delle compagnie e confraternite religiose da parte del granduca Pietro Leopoldo. Nel 1785 fu acquistata per 525 lire dal priore della Certosa di Calci, il milanese Giuseppe Alfonso Maggi. L'opera risente del classicismo di Carlo Maratta ed è coerente con lo stile delle altre opere che Bottani realizzò a Livorno, molto apprezzate dalla città: l'Immacolata Concezione esposta sull'altare della cappella della Madonna del duomo che egli realizzò nel 1745 su commissione di Antonio Damiani; i dipinti per la Chiesa di San Gregorio Illuminatore degli Armeni raffiguranti I quattro dottori della chiesa armena e San Taddeo che predica Cristo a Sanatrowk e ai sacerdoti pagani, distruggendo le statue degli idolatri.[3]

## Galleria d'immagini

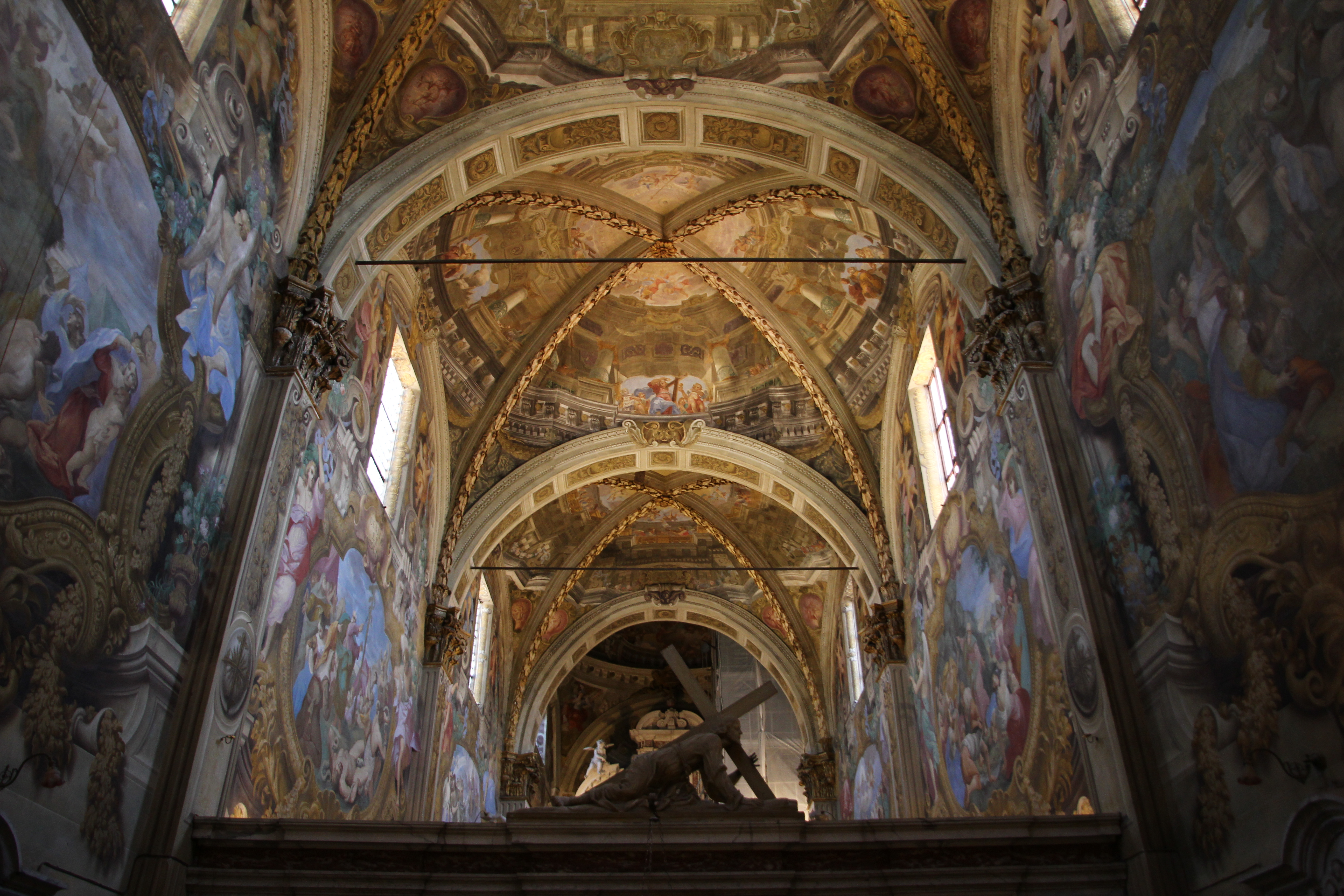
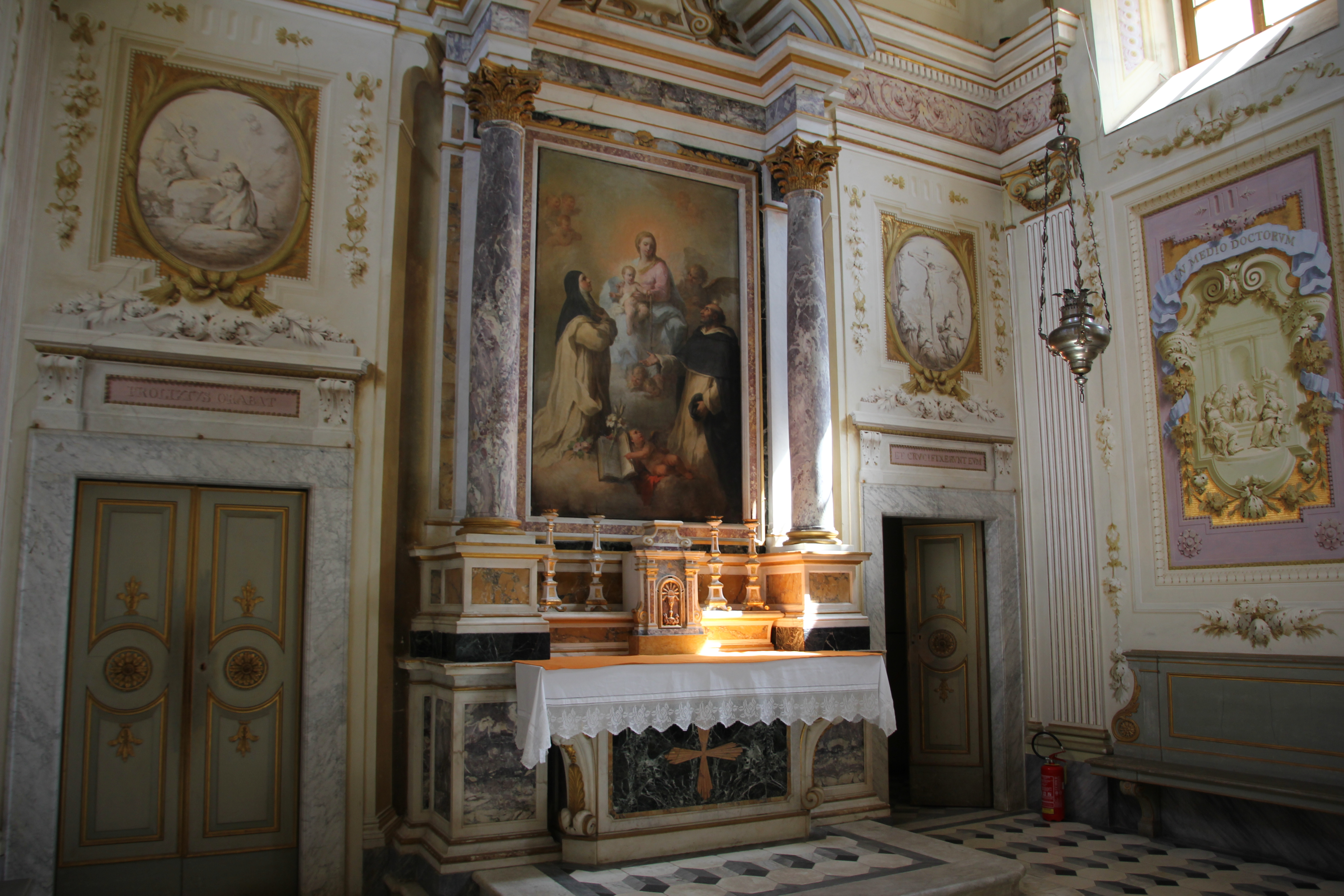
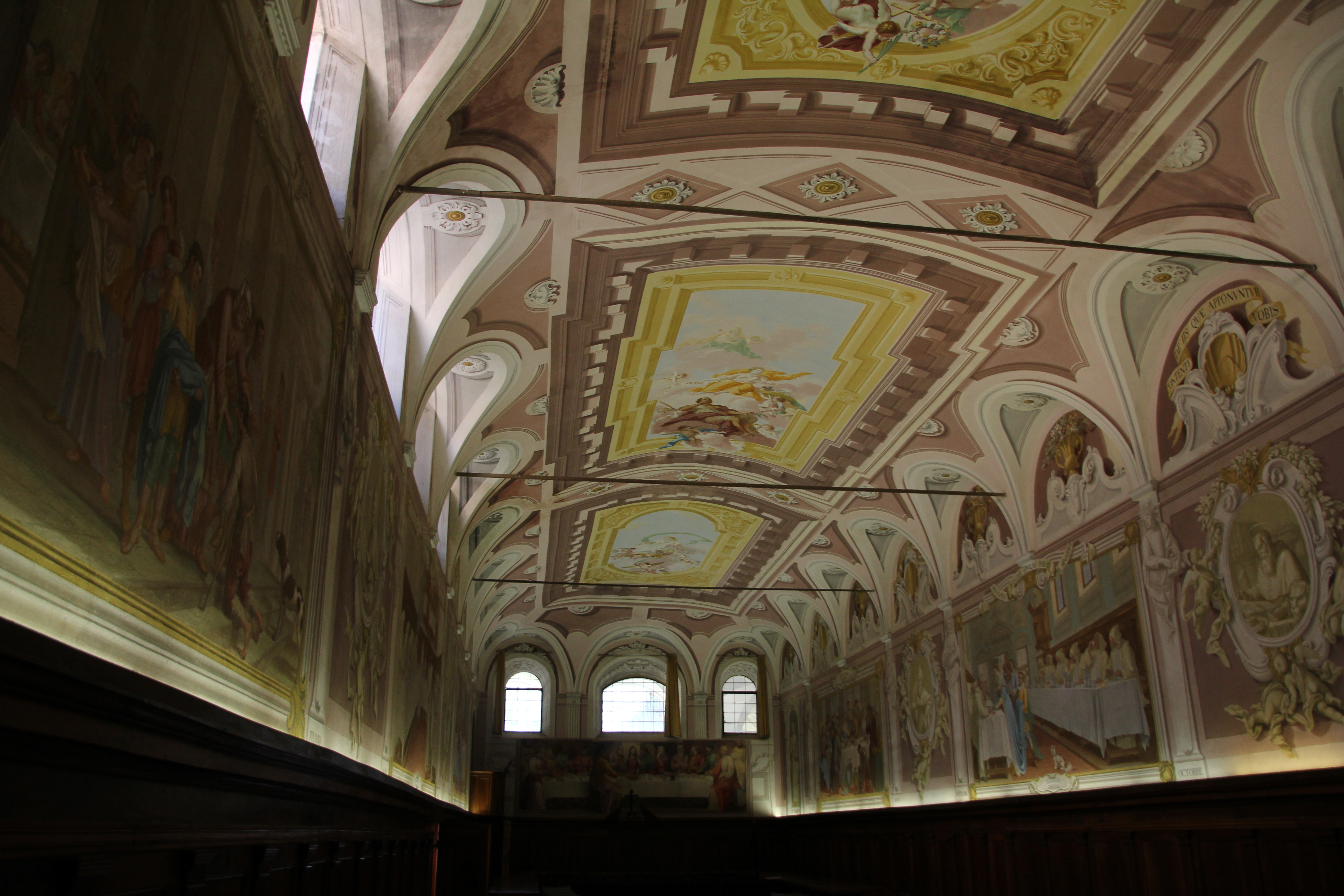
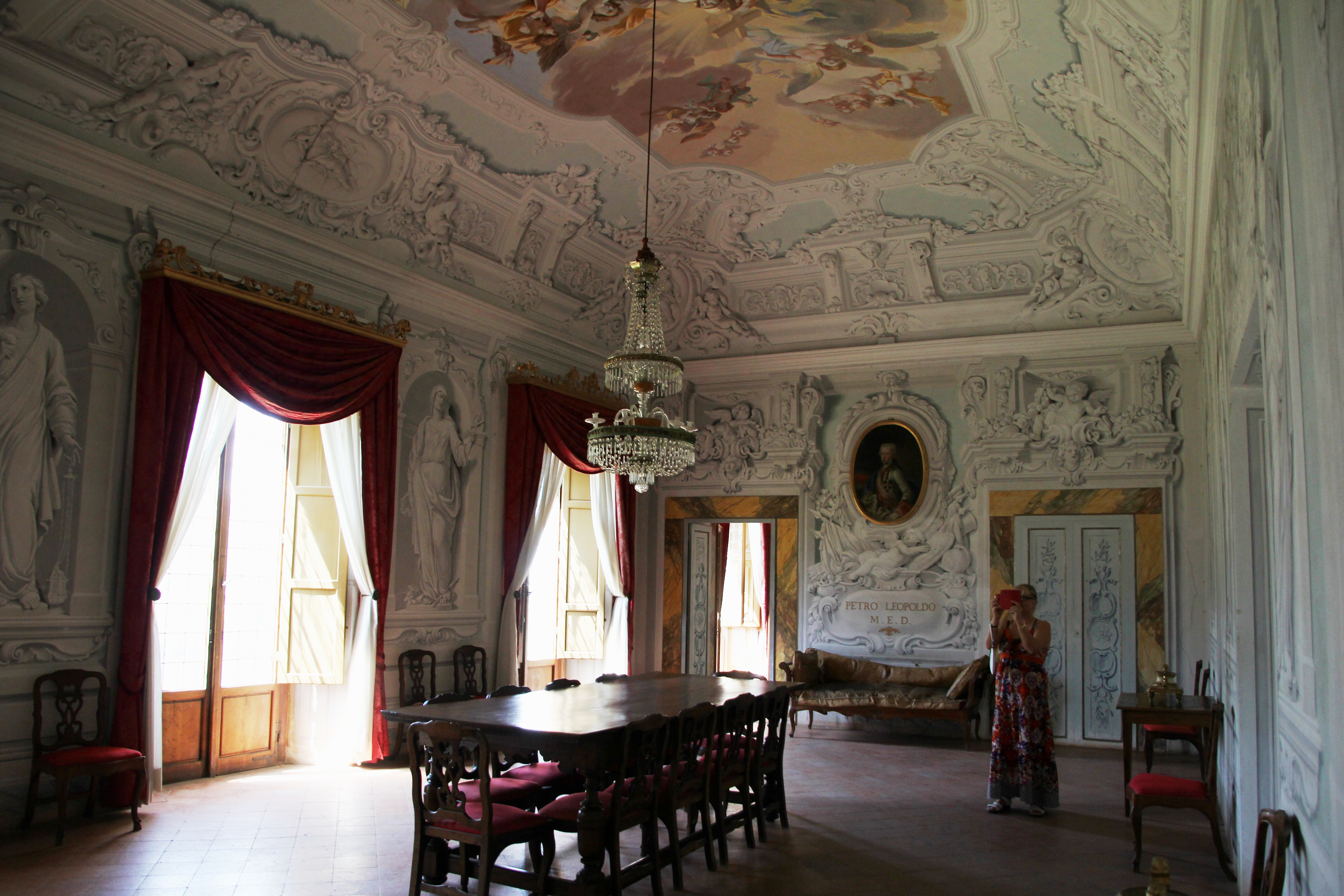
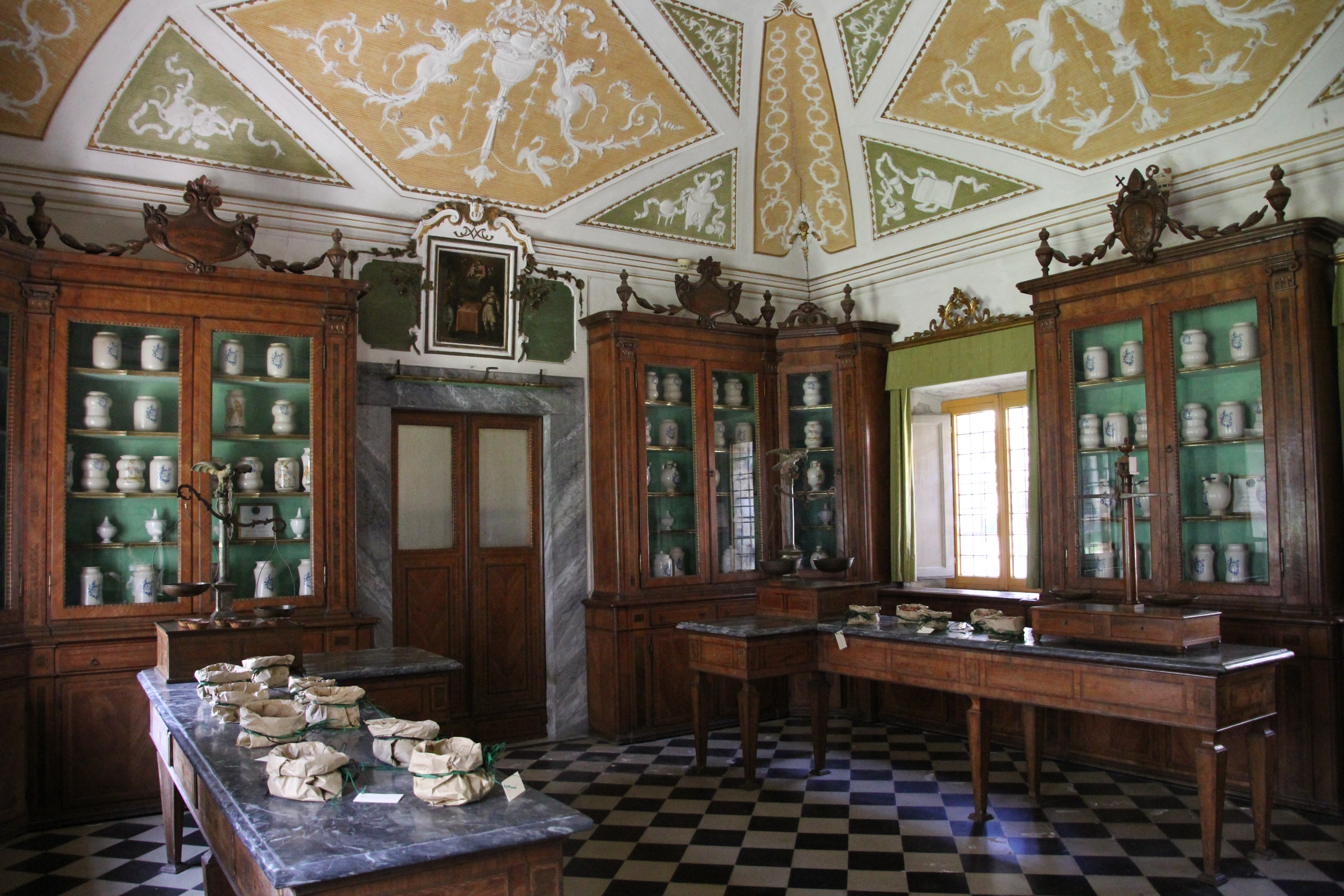
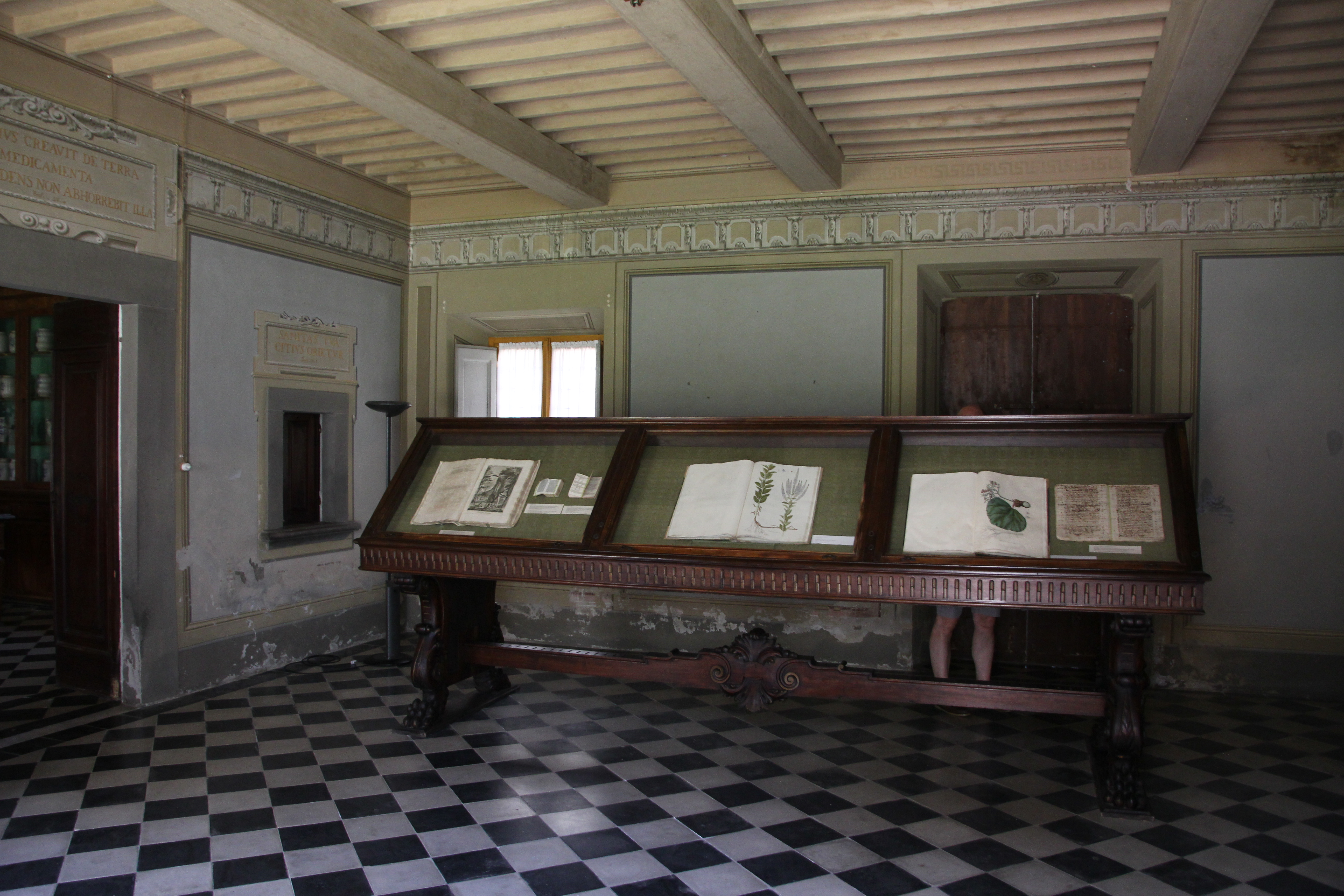